# 메그 포스터
메그 포스터(Meg Foster, 1948년 5월 10일 ~ )는 미국의 배우이다.

## 출연 작품
- 싸이코: 13번째 희생자  (2019)
- 지퍼스 크리퍼스 3 (2017)
- 쓰리 데이즈 인 어거스트 (2016)
- 31 (2016)
- 어 플레이스 콜드 할리우드 (2013)
- 로드 오브 세일럼 (2012)
- 세바스찬 (2011)
- 25 힐 (2011)
- 로스트 밸리 (1998)
- 스포일러 (1997)
- 오블리비언 2 (1996)
- 스페이스 마린 (1996)
- 언더커버 (1995)
- 헐리웃 마담 (1994)
- 오블리비언 (1994)
- 흔들리는 영혼 (1994)
- 리조트 킬 (1994)
- 히든 피어 (1993)
- 베스트 오브 더 베스트 2 (1993)
- 투 캐치 어 킬러 (1992)
- 샤도우체이서 (1992)
- 리렌트리스 2 - FBI의 음모 (1991)
- 치외법권 (1991)
- 독부의 키스 (1990)
- 머피의 증언 (1990)
- 트립와이어 (1989)
- 리렌트리스 (1989)
- AFT의 학살 (1989)
- 마검의 심판자 (1989)
- 계부 2 (1989)
- 레비아탄 (1989)
- 사선을 넘어 - TV 시리즈 (1989)
- 화성인 지구 정복 (1988)
- 마스터 돌프 (1987)
- 에메랄드 포리스트 (1985)
- 마이애미의 두 형사 (1984)
- 오스터맨 (1983)
- 슬리피 할로우의 전설 (1980)
- 삐에로 프랭키 (1980)
- 명탐정 바나비 존즈 (1973)
- 선샤인 (1973)
- 유령야화 (1972)
- 6시 아담 (1970)
- 닥터 게논 (1969)
- 하와이 5-0수사대 (1968)
- FBI(영어판) (1965)